# Бушра Биби
Бушра Биби Хан (урду بشریٰ بی بی خان‎‎; род. 16 августа 1964, Пакпаттан, Пенджаб, Пакистан)  — третья супруга Имрана Хана, бывшего премьер-министра Пакистана. Брак был заключен за шесть месяцев до того, как Имран Хан вступил в должность премьер-министра.

## Ранняя жизнь
Бушра Биби родилась в консервативной, влиятельной семье из центрального Пенджаба. Происходила из клана Ватту, другим подкланом которой является клан Манека. Родилась в городе Пакпаттан, который расположен в 250 км к юго-западу от Лахора.

## Личная жизнь

### Первый брак
Бушра Биби состояла в браке с таможенным чиновником по имени Хавар Манека. Хавар является сыном Гулама Мухаммада Манеки, бывшего министра при правительстве Беназир Бхутто. Его брат Ахмад Раза Манека в является членом Национальной ассамблеи Пакистана от Пакистанской мусульманской лиги (Н). Они развелись в 2017 году. От первого брака у Бушры Биби остались три дочери и два сына. Сыновья Муса и Эбрагим Манека окончили Колледж Эйтчисон в Лахоре, а затем получили высшее образование за границей. Её старшая дочь Мехру Манека стала невестка локального пенджабского политика Миан Атта Мухаммад Манека. Другая из ее дочерей также замужем.
6 августа 2018 года стало известно, что Мехру Манека присоединился к «Движение за справедливость» Имран Хана после встречи с ним.

### Брак с Имран Ханом
Имран Хан и Бушра Биби встретились в 2015 году. Хан, чьи взгляды последние десятилетия склонялись к суфистской эзотерике, был частым гостем в храме Бабы Фарида в Пакпаттане. Там он отдавал дань уважения известному суфийскому святому XII века. Обычно он посещал город вечером в сопровождении своей личной охраны. Позже оставался на несколько часов в резиденции семьи Манека, после чего возвращался в Исламабад. Манека были влиятельны на местном уровне, а также разделяли «духовные отношения» с Имран Ханом. Бушра, которая в то время была замужем за Хаваром Манекой, считалась уважаемым суфийским философом и духовным наставником. Во время своих визитов Хан часто советовался с ней по духовным вопросам всякий раз, когда оказывался в «трудной ситуации».

Мой интерес к суфизму начался 30 лет назад. Это изменило мою жизнь. В суфистских орденах множество уровней, но я еще не встречал никого, кто бы ведал в нем больше моей жены. Мой интерес к ней начался с этого.— Имран Хан в интервью
По словам Имран Хана, пара познакомилась через сестру Бушры Биби Марьям Риаз Ватту, которая состоит в партии «Движение за справедливость». В то время Хан пытался понять учение суфийского святого XIII века. Чтобы получить ответ на эти и другие религиозные  вопросы, он советовался с Бушрой Биби и «читал книги, которые она рекомендовала». Также Хан общался с Бушрой Биби незадолго до выборов 2015 года в Лодране по избирательному округу NA-154. Когда его кандидат Джехангир Тарин победил, как Бушра Биби предсказывала, Хан начал чаще навещать Бушру. Однако перспектива женитьбы никогда не появлялась, пока Хан не узнал о разводе Бушры. В интервью после свадьбы Хан сказал, что не видел даже мельком лица своей жены, пока они не поженились, так как оно было всегда закрыто никабом.
В ноябре 2023 года (через шесть с лишним лет после развода) Гулама Мухаммада Манеки обратился в суд, обвинив Бушру и Имран Хана в том, что Бушра после развода вышла замуж, не соблюдая обязательный перерыв между браками. 3 февраля 2024 года Бушра Биби и Имран Хан по этому делу были признаны виновными и приговорены к семи годам заключения каждый и штрафам.

## В роли первой леди
Бушра Биби стала первой супругой премьер-министра Пакистана, которая носит никаб. Решение его надеть, по ее собственным словам, является личным выбором в соответствии с религиозными убеждениями. Бушра Биби описала Имрана как «чрезвычайно простого человека». Говоря о лозунге партии «Движение за справедливость» и обещании «перемен», она заявила, что только Имран может добиться реальных перемен в стране, но на это потребуется время.